# Sarcophila
Sarcophila (лат.) — род серых мясных мух из подсемейства Paramacronychiinae (Sarcophagidae).

## Распространение
Палеарктика и Юго-Восточная Азия.

## Описание
Ариста опушенная, с самыми длинными волосками не менее 1,53 наибольшего диаметр аристы; самец дихоптический, с широким лицом и орбитальными щетинками, с коготками 0,753 длины тарзомера 5; тергит 6 самки не особенно длинный, не выступающий кзади, без дискальных волосков, образует типичное округлое отверстие для остальных терминалий. Грудь и брюшко покрыты плотным микротоментумом, сероватого или черноватого вида, но не интенсивно блестящий; крылья гиалиновые; ячейка крыла r4+5 по краю крыла.
- S. botnariuci Lehrer & Oprisan, 2011[5]
- S. canaanita Lehrer, 2007[6]
- S. dayanella Lehrer, 2003[7]
- S. japonica (Rohdendorf, 1962)
- S. latifrons (Fallén, 1817)[2]
- S. meridionalis Rohdendorf & Verves, 1985
- S. meridionalis Verves, 1982[8]
- S. mongolica Chao & Zhang, 1988
- S. monteora Lehrer & Oprisan, 2011[5]
- S. nawara Lehrer, 2003[7]
- S. olsufjevi Verves, 1982[8]
- S. rasnitzyni Verves, 1982[8]
- S. turanica Verves, 1982[8]